# Le Complexe du castor
Pour plus de détails, voir Fiche technique et Distribution.
Le Complexe du castor (The Beaver) est un film américain réalisé par Jodie Foster et sorti en 2011. Il s'agit de son troisième film, après Le Petit Homme et Week-end en famille.

## Synopsis
La vie de Walter Black n'est plus ce qu'elle était. Directeur d'une société de jouets florissante, Jerry Co, il est riche et heureux en amour. Mais la quarantaine passée, il sombre dans une profonde dépression. Les comptes de son entreprise s'effondrent et sa femme n'en peut plus de son aboulie et son absence à tout, si bien qu'elle finit par le chasser du domicile pour le bien de leurs enfants, surtout de son fils Henry, le souffre-douleur des enfants de son école. Il s'installe alors dans un hôtel. Un soir, après une nouvelle tentative de suicide ratée, il trouve dans une poubelle une marionnette de castor qui va devenir son sauveur et l'empêcher d'en arriver à mettre un terme à sa vie devenue si miséreuse. Il utilise cette marionnette enfilée en permanence sur sa main gauche comme une personnalité à part entière qui l'a « délivré » de son mal de vivre ; extériorisant toute la détresse qu'il a en lui, toutes les choses qu'il n'ose pas dire à son entourage (famille, collègues), il convainc tout le monde qu'il participe à une expérience thérapeutique. La marionnette devient alors sa « nouvelle personnalité », un nouveau Walter, plus positif et sûr de lui. Rapidement il reprend le contrôle de sa vie, retrouve sa famille et invente une boîte à outils « Mr. Bûcheron le Castor » qui sauve son entreprise de la faillite. Mais sa femme lui fait réaliser progressivement qu'il ne peut plus vivre sans vivre la « vie de son castor », créature manipulatrice dont l'omniprésence et le bagout remettent en question son bien-être familial et social. Pour mettre fin à ce trouble dissociatif de l'identité, il se coupe le bras gauche à la scie circulaire. Hospitalisé, il renoue avec toute sa famille.

## Fiche technique
- Titre original : The Beaver
- Titre français : Le Complexe du castor
- Réalisation : Jodie Foster
- Scénario : Kyle Killen
- Musique : Marcelo Zarvos (en)
- Direction artistique : Alex DiGerlando
- Photographie : Hagen Bogdanski et Terry Stacey (additionnelle)
- Montage : Lynzee Klingman
- Décors : Mark Friedberg
- Costumes : Susan Lyall
- Maquillage : LuAnn Claps[2] et Nicky Pattison[3]
- Production : Steve Golin, Keith Redmon et Ann Ruark
- Société de production : Summit Entertainment et Participant Media, en association avec Anonymous Content et Imagenation Abu Dhabi FZ[4]
- Société de distribution :  Summit Entertainment[5],  SND
- Budget : ~ 21 000 000 $ US[6]
- Pays d'origine :  États-Unis /  Émirats arabes unis
- Langue originale : anglais
- Format : couleur - 2,35:1 - 35 mm - Dolby Digital / DTS
- Genre : comédie dramatique
- Durée : 91 minutes
- Dates de sortie : 
  - États-Unis : 6 mai 2011 (sortie limitée) ; 20 mai 2011 (sortie nationale)
  - France : 25 mai 2011
- Box-office :
  - France : ~ 188 906 entrées[7]

## Distribution
- Mel Gibson (VF : Jacques Frantz) : Walter Black
- Anton Yelchin (VF : Donald Reignoux) : Porter Black
- Jodie Foster (VF : elle-même) : Meredith Black
- Jennifer Lawrence (VF : Olivia Luccioni) : Norah
- Zachary Booth (VF : Juan Llorca) : Jared
- Cherry Jones (VF : Martine Meiraeghe) : la vice-présidente de la société
- Riley Thomas Stewart (VF : Matt Mouredon) : Henry Black
- Kelly Coffield Park : la mère de Norah
- Michael Rivera (VF : Alexandre Nguyen) : Hector
- Jon Stewart (VF : Hervé Bellon) : lui-même
- Matt Lauer (VF : Enrico Di Giovanni) : lui-même
- Terry Gross (VF : Diane Pierens) : elle-même

Source pour le doublage francophone : Voxofilm.

## Autour du film
- Jodie Foster et Mel Gibson avaient tourné ensemble 16 ans auparavant dans Maverick.
- Jim Carrey et Steve Carrell se sont vu offrir le rôle de Walter Black, mais déclinèrent l'offre. C'est Mel Gibson qui reprit le rôle.